# Valérie Masson-Delmotte

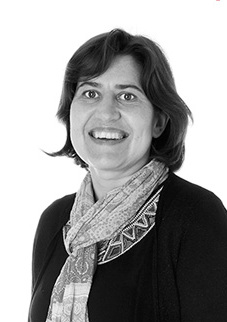
Valérie Masson-Delmotte (2015)

Valérie Laurence Masson-Delmotte (geb. 29. Oktober 1971 in Nancy) ist eine französische Paläoklimatologin. Sie gilt in Frankreich als das „Gesicht der Klimawissenschaften und der internationalen Expertise zur globalen Erwärmung“.

## Leben

### Jugend
Masson wuchs als Tochter zweier Englischlehrer auf. Sie hatte einen jüngeren Bruder, der im Alter von 16 Jahren an Leukämie starb. Die junge Masson wollte zunächst Archäologin, insbesondere Ägyptologin werden. Sie lieh sich am Lycée Poincaré in Nancy häufig Bücher aus der Bibliothek aus. Im Jahr 1988 legte sie hier ihr wissenschaftliches Abitur, gefolgt von einer wissenschaftlichen Classe préparatoire, ab.
Schon zu Schulzeiten beobachtete sie Wolkenformationen durch das Klassenzimmerfenster, was sie später als Auslöser für ihr Interesse an Wetter- und Klimaphänomenen bezeichnen sollten. Seit ihrer frühen Kindheit verbrachte sie fast jeden Sommer in der Bretagne, vor deren Küste sich auf den Sept Îles ein etwa 125.000 Jahre alter Fossilienstrand befindet, an dem das damalige Klima der Zwischeneiszeit somit in die Landschaft eingeschrieben ist. Endgültig überzeugt von der Klimatologie wurde sie nach dem Lesen eines Berichts in der Monatszeitschrift La Recherche, der sich mit dem Wirken französischer und russischer Klimatologen in der Antarktis befasste. Obwohl ihre Eltern ihr von einer Karriere in der Wissenschaft abrieten, da eine solche für eine Frau nicht die günstigste sei, entschied sie sich für genau diesen Weg.

### Ausbildung
Masson schloss im Jahr 1993 als Ingenieurin und Master in Strömungsmechanik an der École Centrale Paris ab. Unter dem Einfluss von Professoren wie Étienne Klein oder Sébastien Candel fühlte sie sich der Forschung und nicht dem Weg einer Ingenieurin zugeneigt. Ihre Zeit des Studiums war für sie „eine Zeit des Umbruchs in jeder Hinsicht: die Entdeckung der formalen Schönheit von Mathematik und Physik einerseits, der Kulturschock zwischen Provinziellem und Paris andererseits.“ Sie promovierte im Jahr 1996, ebenfalls an der École Centrale, zu den Auswirkungen der Parametrisierungen der Klimasimulation des mittleren Holozäns unter Verwendung allgemeiner Zirkulationsmodelle der Atmosphäre. In dieser Zeit lernte sie Jean Jouzel sowie Marc Delmotte, ihren späteren Ehemann, kennen.

### Karriere
Seit 1997 war sie als Wissenschaftlerin am Labor für Klima- und Umweltwissenschaften (Laboratoire des sciences du climat et de l’environnement LSCE) des französischen Forschungszentrums für Kernenergie (Commissariat à l’énergie atomique et aux énergies alternatives CEA) tätig. Ein erster Forschungsaufenthalt führte sie 1997 nach Grönland. Von 1998 bis 2008 leitete sie das Glaccios-Teams des LSCE. Seit 2015 war sie eine der Vorsitzenden der Gruppe Nummer 1 des Weltklimarates (IPCC). Sie ist Mitglied des Hohen Rates für das Klima (Haut Conseil pour le climat), der 2018 gegründet wurde und dem französischen Premierminister unterstellt ist. 2012 wurde sie zum ordentlichen Mitglied der Academia Europaea gewählt. Im Jahr 2019 wurde sie zum Mitglied der Académie des technologies gewählt.
Sie ist Mutter zweier Kinder.

## Wirken

### Forschungsschwerpunkte
Masson-Delmottes Arbeit konzentriert sich u. a. auf die Veränderung des Klimas, des Wasserkreislaufs und des Meeresspiegels sowie insbesondere auf die Dokumentation der Klimavariabilität in der Vergangenheit auf Basis natürlicher Archive (Eisbohrkerne, Baumjahresringe) und Isotopenanalysen; ihre Zielgebiete sind dabei Grönland, die Antarktis, Tibet und Europa. Insbesondere hat sie sich für die Charakterisierung, die Quantifizierung und das Verständnis vergangener Klimaveränderungen und des Wasserkreislaufs einen Namen gemacht, für die sie Isotopendaten in Paläotemperaturdaten übersetzt hat. Über ihren Forschungsgegenstand sagte sie einmal: „Das Klima ist ein wunderschönes Objekt, das wie eine extrem komplexe Energiemaschine funktioniert.“

### IPCC-Sachstandsberichte
Masson-Delmotte war eine der Verfasserinnen des Vierten und Fünften Sachstandsberichts des Weltklimarates (IPCC). Diese Arbeit beschrieb sie wie folgt: „Ein tolles und unvergessliches Erlebnis! Im Jahr 2007 habe ich als ‚Graswurzelforscherin‘ am IPCC-Bericht mitgewirkt. Dieses Mal war ich Koordinatorin des letzten Teils. Ein sehr interessanter Job, bei dem wir viel lesen, auswählen, synthetisieren, unsere Zusammenfassungen von einem oder mehreren Kollegen erneut lesen lassen müssen, was zu einer Fülle von Diskussionen und einem Austausch über das Internet führt […] Kurz gesagt, ein sehr belebender Job, der uns bewusst macht, dass das Klimathema Menschen auf der ganzen Welt betrifft, was uns in der Vorstellung bestärkt, dass der Klimawandel ein universelles Thema ist.“ Den Sechsten Sachstandsbericht stellte sie 2021 persönlich vor.

### Teilnahme an der öffentlichen Debatte
Masson-Delmotte nimmt an der öffentlichen Debatte um die Klimakrise teil, indem sie sich für eine Schärfung des Bewusstseins für die globale Erwärmung und ihre dramatischen Folgen einsetzt. So stellte sie fest: „Während des 20. Jahrhunderts ist der weltweite Meeresspiegel um etwa 15 Zentimeter gestiegen. Aktuell steigt er doppelt so schnell. Und die Geschwindigkeit wird zunehmen.“ Sie weist zudem auf die Folgen der Klimakrise für die Menschen hin: „500 Millionen Menschen leben heute in Gebieten mit zunehmender Bodenausdörrung und Wüstenbildung. Gerade sie leiden immer mehr unter dem Klimawandel.“ Sie setzt sich auch gegen die Aktivitäten von Klimaleugnern zur Wehr. Sie sagte dazu: „Wir fühlten uns kollektiv in Bezug auf unsere Ehrlichkeit und die Qualität unserer Arbeit verunglimpft und forderten eine echte Debatte.“ So war sie die erste Unterzeichnerin eines Aufrufs von 600 Klimawissenschaftlern in Frankreich an die damalige Forschungsministerin Valérie Pécresse. Ihr Engagement brachten ihr in den Medien den Ruf einer „Pasionaria des Klimas“ ein. An anderer Stelle sagte sie einmal: „[Die globale Erwärmung ist] eine wissenschaftliche Tatsache, die trotz einer gewissen Unsicherheit praktisch physikalisch unbestreitbar ist, im Gegensatz zu dem, was die meisten Klimaleugner behaupten.“
Sie machte darauf aufmerksam, dass das Unternehmen Exxon bereits seit den 1960er-Jahren über alle erforderlichen Kenntnisse zum Verständnis der globalen Erwärmung verfügte, jedoch aufgrund kurzfristiger Profitinteressen mithilfe öffentlicher Kampagnen bewusst Zweifel an wissenschaftlichen Ergebnissen der Klimaforschung säte. Auch kritisierte sie das deutsche Unternehmen Siemens, das 2020 mit der Lieferung von Signalanlagen für Züge beauftragt wurde, die der Belieferung einer riesigen Kohlenmine vor den Toren des Great Barrier Reefs dienen soll, und somit Beihilfe bei der Freisetzung gewaltiger Mengen an Emissionen leiste, da Siemens diese indirekten Emissionen nicht berücksichtige.

### Bücher
Masson-Delmotte verfasst, alleine oder in Koautorenschaft, Bücher auf Französisch, die sich an die Allgemeinheit richten. Hierzu zählen:
- Climat : le vrai et le faux Broché (Klima: Das wahre und das falsche Taschenbuch, 2011)
- Parlons climat en 30 questions (Reden wir in 30 Fragen über das Klima, mit Christophe Cassou, 2015)
- Climat, la Terre et les Hommes (Klima, Erde und Menschen, mit Jean Poitou und Pascale Braconnot, 2015)
- Quel climat pour vous, vos enfant, vos petits enfants ? (Welches Klima für Sie, Ihre Kinder, Ihre Enkel?, 2021)

## Auszeichnungen
- Irène-Joliot-Curie-Preis als Wissenschaftlerin des Jahres (2013)
- Highly Cited Scientist, Thomson Reuters (2014)
- Martha T. Muse Prize for Science and Policy in Antarctica (2015)[9]
- Milutin Milankovic Medal der European Geosciences Union (2020)
- Nature’s 10 (2018)[12]
- Ritter der Ehrenlegion (2018)[13]
- Ehrendoktorwürde der Universität Utrecht (2020)[14]
- President’s Medal for Outstanding Achievement in Antarctic Science, Scientific Committee on Antarctic Research (2020)[15]
- Les 40 Femmes Forbes 2021, Forbes Frankreich (2021)[7]
- BBVA Foundation Frontiers of Knowledge Award (2023)

## Veröffentlichungen (Auswahl)
- Masson-Delmotte, V. et al. (2005). GRIP deuterium excess reveals rapid and orbital-scale changes in Greenland moisture origin. Science, 309(5731), S. 118–121. doi:10.1126/science.1108575
- Masson-Delmotte, V. et al. (2008). A review of Antarctic surface snow isotopic composition: Observations, atmospheric circulation, and isotopic modeling. Journal of Climate, 21(13), S. 3359–3387. doi:10.1175/2007JCLI2139.1
- Masson-Delmotte, V. et al. (2010). Abrupt change of Antarctic moisture origin at the end of Termination II. Proceedings of the National Academy of Sciences, 107(27), S. 12091–12094. doi:10.1073/pnas.0914536107